# 田中実司
田中 実司（たなか じつじ、1894年10月18日 - 1980年11月6日）は、日本の政治家。衆議院議員（1期）。

## 経歴
本巣郡西郷村（現・岐阜市）生まれ。岐阜商工会議所議員、所得税調査員、岐阜県商工経済監事、岐阜県繊維製品配給(株)取締役、同県繊維製品統制(株)社長、田幸紡績(株)取締役会長、協和興業(株)取締役、(株)新岐阜百貨店常任監査役、岐阜繊維問屋街連合会長を歴任する。
1930年に洋服店を開業した。1942年に岐阜市会議員となった。
1946年の第22回衆議院議員総選挙において岐阜県全県選挙区から日本自由党公認で立候補して当選する。翌1947年の第23回衆議院議員総選挙において岐阜1区で自由党公認で立候補したが落選。1949年の第24回衆議院議員総選挙では民主自由党公認で立候補したが落選した。
このほか岐阜地方裁判所調停員協会会長になった。

## 人物
- 趣味は謡曲、囲碁、野球、旅行[2]
- 宗教は天台宗[2]